# بوربان (میزوری)
بوربان (به انگلیسی: Bourbon) یک شهر در ایالات متحده آمریکا است که در شهرستان کرافورد، میزوری واقع شده‌است. بوربان ۳٫۴۷ کیلومتر مربع مساحت و ۱٬۶۳۲ نفر جمعیت دارد و ۲۸۷ متر بالاتر از سطح دریا قرار دارد.